# Lucero Cahuana Hurtado
Lucero Cahuana Hurtado (Lima, Perú) es investigadora y especialista en economía. Durante 17 años colaboró como investigadora asociada en el Instituto Nacional de Salud Pública en México. Desde 2019 funge como profesora en la Facultad de Salud Pública y Administración de la Universidad Peruana Cayetano Heredia. Se especializa en financiamiento de sistemas de salud e impacto económico de enfermedades crónicas. Fue galardonada con el Premio Excelencia Unión por su desempeño académico.

## Trayectoria
Estudió la licenciatura en economía en la Pontificia Universidad Católica del Perú obteniendo el grado en 1999. Posteriormente, en 2003 realizó una maestría en economía de la salud en el Centro de Investigación y Docencia Económicas en México. En 2013 obtuvo el grado de doctora en sistemas de salud, por el Instituto Nacional de Salud Pública en México. De 2008 a 2019 trabajó en el Instituto Nacional de Salud Pública en México como investigadora asociada. En 2019 regresa a su país de origen, como profesora e investigadora en la Facultad de Salud Pública y Administración de la Universidad Peruana Cayetano Heredia.
Es investigadora reconocida por el Registro Nacional de Investigadores en Perú, y miembro del Sistema Nacional de Investigadores Nivel I en México. Además, es colaboradora del Global Burden of Disease Study, del Instituto de Métrica y Evaluación en Salud de la Universidad de Washington.

## Líneas de Investigación
Sus investigaciones van en referencia al financiamiento de las acciones del sistema de salud, la eficiencia del gasto, el impacto en las finanzas públicas de las políticas en salud, así como el impacto económico de las enfermedades crónicas y la carga de la enfermedad. Ha analizado la demanda privada por seguros de salud, y estudiado la eficiencia del gasto del sector público en salud reproductiva. Esto último culminó con la publicación de un libro donde se contrastan indicadores de equidad y bienestar social en materia de salud reproductiva en el periodo 2003 - 2013.
Forma parte del grupo de colaboradores del Estudio de la carga global de la enfermedad, así como del Estudio de la carga de la enfermedad en México. Es partícipe del encuentro global Implementación y desarrollo de los Objetivos de Desarrollo Sostenible en algunos países de Latinoamérica y del Caribe.

## Reconocimientos
A lo largo de su trayectoria ha sido acreedora de becas y premios en reconocimiento por su trabajo de investigación.

### Becas
- Beca completa para estudios de doctorado, otorgada por el Consejo Nacional de Ciencia y Tecnología (CONACYT).

- Beca completa para estudios de maestría, otorgada por el Centro de Investigación y Docencia Económicas.

### Premios
- Premio Excelencia Unión, por desempeño académico en estudios universitarios.
- Investigadora Nacional Carlos Monge, nivel II, RENACYT / CONCYTEC.

## Producción científica
Ha participado junto con otros colaboradores en más de 50 artículos de salud, entre lo más destacados se encuentran:
- Alcohol use and burden for 195 countries and territories, 1990–2016: a systematic analysis for the Global Burden of Disease Study 2016. MG Griswold, N Fullman, C Hawley, N Arian, SRM Zimsen, HD Tymeson, et al. The Lancet 392 (10152), 1015-1035.
- Spending on health and HIV/AIDS: domestic health spending and development assistance in 188 countries, 1995–2015. JL Dieleman, A Haakenstad, A Micah, M Moses, C Abbafati, P Acharya, et al. The Lancet 391 (10132), 1799-1829.
- Barreras y oportunidades para la regulación de la publicidad de alimentos y bebidas dirigida a niños en México. F Théodore, C Juárez-Ramírez, L Cahuana-Hurtado, I Blanco, et al. Salud pública de México 56 (suppl 2), s123-s129.
- Análisis del gasto en salud reproductiva en México, 2003. L Cahuana-Hurtado, L Ávila-Burgos, R Pérez-Núñez, P Uribe-Zúñiga. Revista Panamericana de Salud Pública 20, 287-298.
- Cuentas nacionales en salud reproductiva y equidad de género. L Ávila-Burgos, L Cahuana-Hurtado, R Pérez-Nuñez. México, DF: Secretaría de Salud, Instituto Nacional de Salud Pública.
- Costo de la atención materno infantil en el estado de Morelos, México. L Cahuana-Hurtado, S Sosa-Rubí, S Bertozzi. Salud Pública de México 46 (4), 316-325